# Roberto Calderoli
Roberto Calderoli, né le 18 avril 1956 à Bergame, est un homme politique italien, membre de la Ligue du Nord.
De profession, il est un médecin spécialisé dans la chirurgie maxillo-faciale.

## Biographie

### Carrière politique
Il est un des dirigeants de la Ligue du Nord.
Vice-président du Sénat de 2001 à 2004, il remplace Umberto Bossi, victime d'un arrêt cardiaque, dans le gouvernement de Silvio Berlusconi en juillet 2004. Il occupe le poste de ministre des Réformes institutionnelles jusqu'au 18 février 2006. Il est l'auteur principal de la controversée loi électorale italienne de 2005. 
Il est nommé ministre de la Simplification (des lois) le 7 mai 2008 dans le gouvernement Berlusconi IV. Alors qu'il était pressenti pour ce poste ministériel, Saïf al-Islam Kadhafi, fils du dirigeant libyen, tente d'empêcher sa nomination en menaçant l'Italie de « répercussions catastrophiques », car il le rend responsable des onze morts lors de la fusillade du 17 février 2006. Deux jours auparavant, le 30 avril, deux coups de mortier ont été tirés contre l'ambassade d'Italie de Sanaa au Yémen.
Le 16 novembre 2011, dès la nomination de Fabrizio Barca comme ministre de la Cohésion territoriale, chargé donc du Mezzogiorno plus particulièrement, Roberto Calderoli de la Ligue du Nord passée à l'opposition critique très fermement la « création de ce ministère », oubliant que le ministère existait déjà dans le gouvernement Berlusconi IV.
Ses fonctions ministérielles ne sont pas réattribuées après la démission du gouvernement Berlusconi IV le 9 novembre 2011.
Le 21 mars 2013, il est élu, pour la 3e fois depuis qu'il est sénateur, vice-président du Sénat de la République avec 124 voix.
Le 22 octobre 2022, il devient ministre pour les Affaires régionales et l'Autonomie dans le gouvernement de Giorgia Meloni.

### Scandales et controverses
Il est connu pour ses nombreuses provocations en particulier anti-islamiques[réf. nécessaire]. 

#### Castration des délinquants sexuels
En 2002, il préconise, dans ce qui se veut une boutade, la castration pénale des auteurs d'infractions sexuelles d'un coup de ciseaux non stérilisés.
Il affectionne d'ailleurs cet instrument chirurgical car il a aussi conseillé à toutes les Italiennes d'avoir en permanence une paire de ciseaux dans leur sac à main pour se défendre des « agressions bestiales des immigrés ».

#### Crise internationale des caricatures de Mahomet
Lors de la crise internationale des caricatures de Mahomet, il demande au pape Benoît XVI de lancer une nouvelle croisade contre le monde musulman.
Le 14 février 2006, alors qu'il est ministre de la Réforme, Roberto Calderoli annonce qu'il a commandé des t-shirts portant les caricatures de Mahomet : « Je me suis fait confectionner des t-shirts avec les caricatures contestées par l'islam et je vais les porter dès aujourd’hui. Je suis prêt à en offrir à qui me le demandera ». D'après lui cette initiative est un appel au dialogue : « Je ne qualifierais pas cette initiative de provocation. Plutôt une invitation au dialogue. » Cependant il a jugé très sévèrement les réactions violentes des manifestants : « Il faut en finir avec cette fable qu'il faut rechercher le dialogue avec ces gens-là. Ils veulent nous humilier. Un point c’est tout. Heureusement qu’en Europe, il y a encore des dirigeants comme le chancelier autrichien Wolfgang Schüssel qui disent que nous, Européens, n'abandonnerons pas nos modèles de vie. Parce qu'il faut en finir avec cette tendance à baisser les pantalons et avec les distinctions hypocrites entre islam terroriste et islam pacifique » ».
Le 16 février 2006, il suscite un scandale international après avoir déboutonné sa chemise devant les caméras lors du journal télévisé de 20 heures sur la première chaîne de la Rai, et laissé apparaître un t-shirt reproduisant un des dessins hostiles au prophète Mahomet et publiés dans le quotidien danois Jyllands Posten. 
Le 17 février, à Benghazi, une violente manifestation composée d'un millier de manifestants dégénère, le consulat est incendié. Les policiers libyens sont obligés d'ouvrir le feu pour protéger le consul d'Italie menacé de lynchage. Dès le soir, afin d'apaiser la situation Silvio Berlusconi demande la démission de Roberto Calderoli. Celui-ci accepte de se démettre au terme d'une réunion extraordinaire de la direction de la Ligue du Nord au domicile d'Umberto Bossi près de Varese. Il a ainsi expliqué : « J'ai remis mon mandat au président Berlusconi par sens des responsabilités et non parce que cela m'a été demandé par la majorité et par l'opposition. Je ne veux pas permettre la poursuite de la honteuse instrumentalisation faite contre moi et contre la Ligue du nord, y compris par des membres de la majorité  ».
Le 18 février, face aux reproches qu'il subit, il déclare au journal Corriere della Sera : « Je ne me sens pas responsable de ces morts. [...] Je n'ai jamais voulu offenser la religion musulmane. Mais au cours des dernières semaines, nous avons assisté à des manifestations d'une violence inouïe dans de nombreux pays musulmans contre les représentations de pays occidentaux qui ont culminé avec l'assassinat d'un prêtre et le massacre de sœurs et de civils, coupables d'avoir une autre religion que l'islam. Cette véritable attaque contre l'Occident me préoccupe beaucoup et devrait également préoccuper ceux qui sont chargés de gouverner »,.

#### Équipe de France
Il se fait de nouveau remarquer le 12 juillet 2006, en affirmant que l'Italie a « battu une équipe qui, pour obtenir des résultats, a sacrifié son identité en alignant des nègres, des musulmans et des communistes ». Il a salué le titre de champion du monde comme « une victoire de l'identité italienne, d'une équipe qui a aligné des Lombards, des Napolitains, des Vénitiens et des Calabrais et qui a gagné contre une équipe de France qui a sacrifié sa propre identité en alignant des noirs, des islamistes et des communistes pour obtenir des résultats. »
Après avoir reçu les protestations de l'ambassadeur de France en Italie, Calderoli refuse de présenter ses excuses et explique « quand je dis que l'équipe de France est composée de noirs, d'islamistes et de communistes, je dis une chose objective et évidente. (...) 
La France est une nation multiethnique, vu son passé colonialiste, ce dont je ne serais pas fier. Mais ce n'est pas ma faute si certains sont restés perplexes devant une équipe qui a aligné sept noirs sur onze joueurs, si Barthez (le gardien de but) chante l'Internationale au lieu de la Marseillaise et si certains préfèrent la Mecque à Bethléem ». »

#### Accords de Schengen
À peine nommé ministre de la Simplification, il déclare le 14 mai 2008 : « Le cadre européen est en train de se modifier. Le traité de Schengen a été décidé entre des États qui avaient des caractéristiques similaires, il y avait une certaine homogénéité objective, on n'imaginait pas alors l'entrée dans l'Union européenne d'autres États. C'est une chose d'évoquer la France, l'Autriche, l'Allemagne. Tout autre chose, franchement, parler de la Roumanie. »

#### Autres
Après l'acceptation par la Suisse de l'Initiative populaire « Contre la construction de minarets », il a déclaré que le signal lancé était clair, qu'il s'agissait non seulement d'un non aux minarets mais d'un oui aux clochers.

#### Cécile Kyenge
En juillet 2013, il entraîne un nouveau scandale en comparant la ministre de l'Intégration d'origine congolaise Cécile Kyenge à un orang-outang, affirmant que ce n'est pas un propos raciste, mais simplement une « mauvaise blague » et qu'il compare souvent les gens à des animaux. Le président du Sénat a exigé de lui des excuses et la ministre a affirmé « Je ne prends pas pour moi les paroles de Calderoli, mais elles m'attristent à cause de l'image qu'elles donnent de l'Italie ». En août 2014, Calderoli déclare être persuadé que Clément Kikoko Kyenge, leader tribal en République démocratique du Congo, qui est le père de Cécile Kyenge, lui a jeté un sort de magie noire. Depuis un an, les hospitalisations, accidents, décès s'enchaînent et le 19 août 2014 Calderoli découvre un serpent de deux mètres dans sa cuisine. Clément Kikoko Kyenge explique que le rituel pour libérer Roberto Calderoli « des mauvaises pensées et des paroles blessantes » n'appelait pas à la vengeance mais que « si ses excuses ont été le fruit du calcul et de l'opportunité, les ancêtres ont pu devenir nerveux ».
Il est condamné par le tribunal de Bergame en première instance à 18 mois de prison en raison notamment du caractère raciste de son propos en janvier 2019, lors d’un procès où Kyenge n’est pas partie civile.